# 瑪定五世
瑪定五世（拉丁語：Martinus PP. V；1369年—1431年2月20日）原名奧多內·科隆納（Oddone Colonna），1417年11月11日當選教宗，同年11月21日即位至1431年2月20日為止。他属于著名的科隆納家族，于1417年的聖馬蒂諾日被選為教宗，並曾在任內的1425年舉行過禧年慶典。
瑪定五世为天主教會大分裂后，由康士坦斯大公會議选出的第一任教宗，他的当选标志着持续了40年的教会大分裂的结束。但具有讽刺意味的是，此次会议很快被秉政的教宗，即瑪定五世所否決，并表示康斯坦茨会议所宣布的“公会议高于教宗，且应当定期召开”为异端。

## 譯名列表
- 馬蒂諾五世：天主教香港教區禮儀委員會：禧年專頁 （页面存档备份，存于）作馬蒂諾。
- 五世：香港天主教教區檔案　歷任教宗作。
- 馬丁五世：《大英簡明百科知識庫》2005年版[]、國立編譯舘[]作馬丁。
- 马丁五世：《世界人名翻譯大辭典》1993年版作马丁。